# Rafael Leitão
Rafael Duailibe Leitão (ur. 28 grudnia 1979 w São Luís) – brazylijski szachista, arcymistrz od 1997 roku.

## Kariera szachowa
Wielokrotnie uczestniczył w mistrzostwach świata juniorów, zdobywając 5 medali: 2 złote (Warszawa 1991 – do lat 12, Cala Galdana 1996 – do lat 18), 2 srebrne (Aguadilla 1989 – do lat 10, Guarapuava 1995 – do lat 16) oraz brązowy (Bratysława 1993 – do lat 14). Jest również pięciokrotnym (w latach 1989–1996) złotym medalistą mistrzostw panamerykańskich w różnych kategoriach wiekowych.
Po raz pierwszy w finale indywidualnych mistrzostw Brazylii wystąpił w 1994 r., zajmując VI miejsce. W latach 1996–1998 trzykrotnie z rzędu zdobył tytuł mistrza swojego kraju. Czwarty złoty medal zdobył w 2004, piąty – w 2011, szósty – w 2013 oraz siódmy – w 2014. Jest również dwukrotnym wicemistrzem Brazylii (2006, 2007).
W 1998 r. podzielił I m. w turnieju strefowym (eliminacji mistrzostw świata) w São Paulo. W 1999 r. zajął II m. w Wijk aan Zee (turniej B) oraz wystąpił w Las Vegas na mistrzostwach świata rozegranych systemem pucharowym, awansując do III rundy (w której wyeliminowany został przez Liviu-Dietera Nisipeanu). W kolejnym turnieju strefowym w 2000 r. podzielił II-V m., następnie zwyciężył w barażu i wystąpił na mistrzostwach świata w Teheranie, gdzie osiągnął duży sukces w postaci awansu do IV rundy (najlepszej szesnastki turnieju), w której uległ Aleksandrowi Chalifmanowi. W 2003 r. po raz trzeci wywalczył awans do mistrzostw świata, zajmując w turnieju strefowym rozegranym w São Paulo II miejsce. W następnym roku w Trypolisie awansował do III rundy, ulegając w niej Andriejowi Charłowowi. W 2005 r. podzielił II m. w Santiago, a w 2006 r. zajął w tym mieście III m. oraz zwyciężył w Santosie. W 2007 r. zwyciężył (wspólnie z Gilberto Milosem) w turnieju strefowym rozegranym w São Paulo, zwyciężył również w Americanie.
W latach 1996–2010 pięciokrotnie reprezentował Brazylię na szachowych olimpiadach, w roku 2006 zdobywając srebrny medal za indywidualny wynik na III szachownicy.
Najwyższy ranking w dotychczasowej karierze osiągnął 1 stycznia 2012 r., z wynikiem 2640 punktów zajmował wówczas 1. miejsce wśród brazylijskich szachistów.